# Federación Española de Guidismo
La Federación Española de Guidismo es una federación con diversas asociaciones miembro, compuesta por alrededor de 1,500 miembros. Es miembro del Comité de Enlace del Guidismo en España y a su vez miembro de la Asociación Mundial de las Muchachas Guías y las Guías Scouts.

## Asociaciones miembro
En la actualidad, la FEG está compuesta de seis asociaciones miembro con 9 grupos guías y alrededor de 1,000 miembros:
- Asociación Guías de Aragón
- Associació Guiatge Valencià
- Escoltes i Guies de Mallorca
- San Marcial Eskaut-Gia Elkartea
- Asociación Guías de Torrelodones
- Asociación Guías de Canarias

Todas las asociaciones miembro son coeducacionales admitiendo tanto a varones como mujeres.

### Asociación Guías de Aragón
Asociación Guías de Aragón (AGA; Guide Association of Aragon) es la asociación miembro con sede en Aragón. En 2024 cuenta con 4 grupos guías. 
El logo muestra los colores tradicionales de Aragón, tomados del escudo de armas de Aragón, y también con el trébol, símbolo de la Asociación Mundial de Guías y Guías Scout.

### Associació Guiatge Valenciá
La Associació Guiatge Valenciá (AGV; Guiding Association of Valencia) actualmente compuesta por un grupo en Montcada, València con unos 90 miembros.
La asociación fue fundada en 1964 en Montcada. Hasta principio de los 70s llegó a tener 15 grupos guías y aproximadamente 500 miembros. La mayoría de esos grupos se unieron a grupos scout en los 70´s.
, la asociación estaba formada por 4 grupos hasta 1976 que se disolvieron pero se creó el grupo guía en Moncada en 1982. Un segundo grupo se creó en Bétera en 1995, pero se disolvió en 2006.
El logo de la asociación es un trébol estilizado.

### Escoltes i Guies de Mallorca
Los Escoltes i Guies de Mallorca (EGM; Scouts and Guides of Mallorca) está formada por el grupo Guía-Scout Nuredduna, ubicado en Palmanyola, Mallorca.
La organización fue fundada en 1979 como Escoltes de Mallorca, tras una escisión del Moviment Escolta i Guiatge a Mallorca que formaba parte del Movimiento Scout Católico en 1975. Fue un miembro de ESLAK (Coordinadora Laica de las asociaciones Scout y Guías) en 1990 y permanece en el hasta la disolución de ESLAK. En 1995 forma parte de FEG como reconocimiento internacional;y como consecuencia cambia su nombre a Escoltes i Guies de Mallorca.

### Euskal Eskaut-Gia Elkartea
La asociación Euskal Eskaut-Gia Elkartea (EEGE; Basque Scout and Guide Association) está compuesta por 5 grupos scouts y guías del País Vasco  con alrededor de 200 miembros. Los grupos que componen la federación son: San Bernardo Eskaut Taldea (Tolosa), Kristobal Deuna Eskaut Taldea (Vitoria), Iruzun Eskaut-Gia Talde Laikoa (Donostia/San Sebastián), Aranako Eskaut-Gia Taldea (Vitoria) y el Grupo Scout San Marcial (Irún). EEGE es miembro de la Federación Española de Guidismo.

### Asociación Guías de Torrelodones
La Asociación Guías de Torrelodones (AGT)está formada por un grupo Guía-Scout en Madrid.
La asociación nació en 1990, cuando el antiguo Grupo XIX de Asociación Guías de Madrid (AGM) se convirtió en una asociación independiente. La asociación, primero como grupo y luego como tal, ha existido desde 1980, año en que fue fundado.

### Asociación Guías de Canarias
La Asociación Guías de Canarias (AGUISCAN) se encuentra en Tenerife, Islas Canarias y está formada por el grupo Guaxara.
El Grupo nació en 2020, en plena pandemia del Coronavirus, estuvo un año como grupo scout en formación en Scouts-Exploradores de Canarias. No obstante en febrero de 2022 se unieron a la Federación Española de Guidismo. En febrero de 2024 el Grupo cuenta con 65 miembros en 5 secciones.

## Ideales
Las entidades miembro de FEG comparten una misma ley Guía y una misma promesa guía. Mientras la ley guía no ha sido alterada, la redacción de su promesa si.

### Ley Guía
1. La Guía es persona que cumple su palabra y en quien se puede confiar
2. La Guía es fiel a sus principios.
3. El deber de la Guía es ser útil y ayudar a las demás personas.
4. La Guía es amiga de toda persona y hermana de toda Guía Scout.
5. La Guía es cortés.
6. La Guía ama, convive y defiende la Naturaleza.
7. La Guía es democrática.
8. La Guía es alegre y optimista
9. La Guía es sencilla y económica.
10. La Guía trabaja por la libertad, la paz, la igualdad y el respeto a las demás personas.

### Promesa Guía
Me comprometo a hacer cuento de mí dependa para:
- Ser consecuente con mis creencias,
- Ser útil a la Comunidad y
- Vivir de acuerdo a la Ley Guía.

## Enlaces
- [www.federacionguidismo.org/ Web oficial]

- Datos: Q5439955